# Liste de mines de molybdène
Voici une liste de mines de molybdène classée en fonction du continent où elles se situent.

## Amérique du Nord

### Canada
| Province             | Mine                     | Opérateur                              | Lieu                                   |
| -------------------- | ------------------------ | -------------------------------------- | -------------------------------------- |
| Colombie-Britannique | MAX (U., C.)             | FortyTwo Metals Inc. (Roca Mines Inc.) | Trout Lake (Colombie-Britannique) (en) |
| Colombie-Britannique | Kitsault                 | Avanti Mining Inc.                     | 140 km au nord-est de Prince Rupert.   |
| Colombie-Britannique | Highland Valley (P., C.) | Teck Cominco Limited                   | Logan Lake (en)                        |
| Colombie-Britannique | Gibraltar (P., C.)       | Taseko Mines Limited                   | nord de Williams Lake                  |
| Colombie-Britannique | Endako (P., C.)          | Thompson Creek Mining Limited          | Fraser Lake (en)                       |
| Colombie-Britannique | Huckleberry (P., C.)     | Imperial Metals Corporation            | Houston                                |

### États-Unis
| État            | Mine            | Opérateur                                    | Comté       |
| --------------- | --------------- | -------------------------------------------- | ----------- |
| Arizona         | Bagdad          | Freeport-McMoRan Copper & Gold Inc.          | Yavapai     |
| Arizona         | Mineral Park    | Mercator Minerals Ltd.                       | Mohave      |
| Arizona         | Morenci         | Freeport-McMoRan Copper & Gold Inc.          | Greenlee    |
| Arizona         | Sierrita        | Freeport-McMoRan Copper & Gold Inc.          | Pima        |
| Colorado        | Climax          | Climax Molybdenum Company (Freeport-McMoRan) | Lake        |
| Colorado        | Henderson,      | Climax Molybdenum Company (Freeport-McMoRan) | Clear Creek |
| Idaho           | Thompson Creek  | Thompson Creek Metals Co. Inc.               | Custer      |
| Montana         | Continental Pit | Montana Resources LLP (en)                   | Silver Bow  |
| Nevada          | Ashdown         | Win-Eldrich Mines Ltd.                       | Humboldt    |
| Nevada          | Robinson        | Quadra FNX Mining Ltd.                       | White Pine  |
| Nouveau-Mexique | Chino           | Freeport-McMoRan Copper & Gold Inc.          | Grant       |
| Nouveau-Mexique | Questa          | Chevron Mining                               | Taos        |
| Utah            | Bingham Canyon  | Kennecott Utah Copper Corp.                  | Salt Lake   |

## Asie

### Chine
| Province | Mine | Opérateur                                       | Lieu |
| -------- | ---- | ----------------------------------------------- | ---- |
| Henan    |      | China Molybdenum Company Limited                | -    |
| Shaanxi  |      | Jinduicheng Molybdenum Group Mining Corporation | -    |
| Liaoning |      | Yangjiazhangzi Molybdenum Mine                  | -    |

## Europe
| Pays    | Mine                   | Opérateur | Lieu |
| ------- | ---------------------- | --------- | ---- |
| Norvège | Knaben[réf. souhaitée] | -         | -    |
| Suède   | Munka[réf. souhaitée]  | -         | -    |

## Pacifique du sud-ouest

### Papouasie-Nouvelle-Guinée
| Province       | Mine    | Opérateur              | Lieu |
| -------------- | ------- | ---------------------- | ---- |
| Madang (ville) | Yandera | Marengo Mining Limited | -    |

### Australie
| État                   | Mine           | compagnie principale | Lieu                                    |
| ---------------------- | -------------- | -------------------- | --------------------------------------- |
| Queensland             | Anduramba      | D'Aguilar Gold       | 100 km au nord-ouest de Brisbane, Qld.  |
| Australie-Méridionale  | Kalkaroo       | Havilah Resources NL | Au nord-ouest de Broken Hill, SA        |
| Nouvelle-Galles du Sud | Kingsgate      | Auzex Resources      | 20 km à l'est de Glen Innes.            |
| Territoire du Nord     | Molyhil        | Thor Mining PLC      | 230 km au nord-est de Alice Springs, NT |
| Australie-Occidentale  | Spinifex Ridge | Moly Mines Ltd.      | 110 km au sud de Wyndham (en).          |